# Der Fall Winslow (1977)
Der Fall Winslow ist eine deutsche Fernsehverfilmung des gleichnamigen Theaterstücks (englischer Originaltitel: The Winslow Boy) von Terence Rattigan.

## Handlung
Die Handlung des Fims folgt der literarischen Vorlage:
England, etwa 1910: Der dreizehnjährige Ronnie Winslow wird aus der Marine-Kadettenanstalt in Osborne House entlassen, weil er angeblich einem Mitkadetten eine Postanweisung über fünf Shilling gestohlen und durch eine gefälschte Unterschrift beim Postamt eingelöst habe. Deshalb kommt er unerwartet früh nach Hause, und zwar an dem Tag, an dem die Verlobung seiner Schwester Catherine mit dem Offizier John Watherstone gefeiert werden soll. Anwesend sind neben den Eltern Arthur und Grace und den Verlobten auch Ronnies Bruder Dickie, Student in Oxford, sowie Desmond Curry, der Anwalt der Familie, der sich seit Langem vergebliche Hoffnungen auf eine Heirat mit Catherine gemacht hatte.
Ronnie beteuert gegenüber seiner Familie seine Unschuld. Sein Vater glaubt ihm und ist entrüstet, dass Ronnie keine Gelegenheit zur Verteidigung gegeben wurde und die Eltern nicht rechtzeitig über den Vorfall informiert wurden, schließlich vergingen zehn Tage von dem angeblichen Diebstahl bis zu Ronnies Entlassung. Arthur will nun auf juristischem Weg den Namen seines Sohnes reinwaschen. Dies ist allerdings nicht einfach, da die Entscheidung der Anstaltsleitung im Namen der Admiralität getroffen wurde und ein einzelner Bürger nicht ohne Weiteres gegen die königliche Regierung klagen kann. Arthur übergibt den Fall an Sir Robert Morton, der als bester Anwalt des Landes gilt und durch einen Sitz im House of Commons auch politischen Einfluss hat. Morton befragt Ronnie in einer Art Kreuzverhör, und als er von dessen Unschuld überzeugt ist, nimmt er den Fall an. Catherine unterstützt ihren Vater bei seinen Bemühungen um Gerechtigkeit und die Ehre der Familie, jedoch misstraut sie Morton. Sie glaubt, er würde den Fall nur für sein eigenes Ansehen nutzen wollen. Zudem ist Catherine aktiv in der Suffragetten-Bewegung und Morton ist ein politischer Gegner des Frauenwahlrechts.
Morton erwirkt im Parlament eine sogenannte Petition of Right, durch die der Fall vor ein Gericht gebracht werden kann. Der „Fall Winslow“ beschäftigt nun nicht nur Admiralität, Parlament und Gericht, sondern auch die Öffentlichkeit und die Zeitungen. Viele glauben, Arthur mache sich lächerlich und halte die Admiralität von der Beschäftigung mit wichtigeren Problemen ab, zumal die außenpolitischen Spannungen zunehmen und die Kriegsgefahr wächst. Zudem geraten die Winslows durch den Prozess in wachsende finanzielle Schwierigkeiten: Arthur muss Dickie die Gebühren für sein Studium in Oxford streichen, und eine bereits vereinbarte Mitgift für Catherine wird er auch nicht zahlen können. Grace fleht ihren Mann an, aufzugeben, während Catherine ihn weiter unterstützt. Doch dann erreicht ihn ein Brief von John Watherstones Vater: Dieser droht, seinen Sohn durch Entzug einer finanziellen Unterstützung dazu zu zwingen, die Verlobung mit Catherine zu lösen, sollte Arthur weiterhin den Namen Winslow in der Öffentlichkeit lächerlich machen. Catherine liebt John, hat aber die Prinzipientreue ihres Vaters: Im Namen der Gerechtigkeit glaubt sie ihren Verlobten aufgeben zu müssen.
Als es endlich zu einer Gerichtsverhandlung kommt, liegt der Vorfall bereits zwei Jahre zurück. Catherine erkennt, dass sie sich in Morton getäuscht hat: Leidenschaftlich kämpft er für Ronnie, in seinem Plädoyer zeigt er Gefühle, die er sonst verborgen gehalten hatte. Er kann die Geschworenen überzeugen, dass die Vorwürfe gegen Ronnie haltlos sind, und der Vertreter der Admiralität zieht die Anklage zurück, wodurch Ronnie rehabilitiert ist.
Arthur kann sich nicht wirklich über diesen Sieg freuen und fragt sich, ob er der Gerechtigkeit nicht zu viel geopfert hat: nicht nur einen großen Teil seiner Ersparnisse, sondern auch seine Gesundheit, denn durch seine Gicht ist er inzwischen auf einen Rollstuhl angewiesen. Dickie arbeitet jetzt in einer Bank, doch die große Karriere bleibt ihm wegen des abgebrochenen Studiums versagt. Desmond Curry, der Morton im Prozess assistiert, macht Catherine einen Heiratsantrag. Sie liebt ihn nicht, erbittet sich aber Bedenkzeit, da sie schon 30 Jahre alt ist und dann zumindest versorgt wäre.
In einem letzten Gespräch gibt es eine vorsichtige Annäherung zwischen Morton und Catherine: Sie will sie sich für ihr anfängliches Misstrauen entschuldigen, und er scheint zunehmend fasziniert von der intelligenten jungen Frau zu sein. Ob dies ihr letztes Gespräch bleibt oder die beiden sich tatsächlich näherkommen, bleibt allerdings offen.

## Historischer Hintergrund
Das Theaterstück, und damit auch die Verfilmung, beruhen auf dem wahren Fall des Kadetten George Archer-Shee, der 1908 des Diebstahls angeklagt und 1910 freigesprochen wurde. Im Prozess, der in Großbritannien Aufsehen erregte, wurde er von Edward Carson vertreten.

## Produktion
Der Film wurde vom Süddeutschen Rundfunk produziert und am 13. März 1977 zum ersten Mal ausgestrahlt.

## Rezeption
„Ein brillantes Drama, eine brillante Inszenierung. Michael Kehlmann machte aus einem bekannten Theaterstück von Terence Rattigan zwei erregende Fernsehstunden. Eine in allen Punkten stimmige Aufführung.“

„Regisseur Kehlmann fand keine neue Form und blieb in Mittelmäßigkeit hängen. Beeindruckend nur Karl Maria Schley und Marlies Engel.“